# GO TO FUNK
『GO TO FUNK』は、堂本剛の通算13枚目のスタジオ・アルバム。2021年8月25日にRAINBOW☆ENDLI9よりリリースされた。
2021年10月6日に配信リリース。

## 概要
前作より約1年ぶりとなるアルバム。
CDのみのOriginal Edition、映像ディスク付きのLimited Edition AおよびB（DVD/BD）の合計の5形態で発売、各形態ごとにボーナストラックが異なる。
米国のファンク専門誌『Funkatopia』から、2021年間ベストファンクアルバムに選出された。

## 収録曲
全曲作詞・作曲・編曲：堂本剛、共編曲：Gakushi。

### Original Edition
1. ENDRECHERI POWER
2. 勃
3. ENDRECHERI Party
4. ヌルッテたい
5. 沼ンティ
6. Rain of Rainbow
7. 202021
8. Lovey-Dovey（ボーナストラック）
9. 愛 scream
10. 摩って舐る
11. 愛のない 愛もない いまが嫌い（ボーナストラック）
12. 愛を生きて
13. Make me up! Funk me up!（ボーナストラック）
14. GO TO FUNK
15. 蜜
16. Get out of 地球
共編曲：十川ともじ
17. 雨雷鳴（ボーナストラック）
18. 愛のひと

### Limited Edition A
CD
1. ENDRECHERIPOWER
2. Get out of 地球
3. 摩って舐る
4. 沼ンティ
5. 蜜
6. 勃
7. 202021
8. 愛を生きて
9. Rain of Rainbow
10. ENDRECHERI Party
11. 愛 scream
12. ヌルッテたい
13. 愛のひと
14. GO TO FUNK
15. Sweet ENDREmix（ボーナストラック）

DVD / Blu-ray
- Rain of Rainbow Music Clip
- SELF LINER NOTES

### Limited Edition B
CD
1. Rain of Rainbow
2. ENDRECHERI POWER
3. GO TO FUNK
4. Get out of 地球
5. 勃
6. 愛 scream
7. 愛のひと
8. 蜜
9. 愛を生きて
10. 摩って舐る
11. ENDRECHERI Party
12. ヌルッテたい
13. 沼ンティ
14. 202021
15. 太陽が遠い（ボーナストラック）

DVD / Blu-ray
- Special Dance Clip

## チャート成績
2021年9月6日付のオリコン週間ランキングでは初週5万4千枚を売り上げ、週間1位にランクインした。